# Darbhanga (huyện)
Huyện Darbhanga là một huyện thuộc bang Bihar, Ấn Độ. Thủ phủ huyện Darbhanga đóng ở Darbhanga. Huyện Darbhanga có diện tích 2278 ki lô mét vuông. Đến thời điểm năm 2001, huyện Darbhanga có dân số 3285473 người.